# Dicranomyia yaksha
Dicranomyia yaksha är en tvåvingeart som först beskrevs av Alexander 1964.  Dicranomyia yaksha ingår i släktet Dicranomyia och familjen småharkrankar. Inga underarter finns listade i Catalogue of Life.